# 人民波兰童军组织

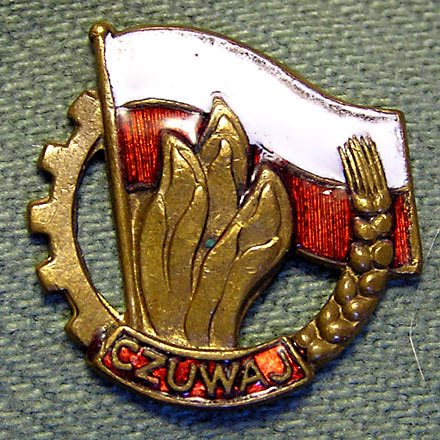
人民波兰童军组织标志

人民波兰童军组织（波蘭語：Organizacja Harcerska Polski Ludowej，缩写为OHPL）是波兰人民共和国历史上的一个短暂存在的童军组织，存在于1956年8月—12月。对比其前身波兰青年联盟童军组织，该组织相对独立。该组织恢复了波兰童军传统的服饰和称号。1956年12月10日，该组织解散，传统的波兰童军总会恢复活动。